# Осова (Володавський повіт)
Осова (пол. Osowa) — село в Польщі, у гміні Ганськ Володавського повіту Люблінського воєводства. Населення — 250 осіб (2011).

## Історія
За даними етнографічної експедиції 1869—1870 років під керівництвом Павла Чубинського, у селі переважно проживали греко-католики, які розмовляли українською мовою.
У 1917—1918 роках у селі діяла українська школа, відкрита 21 вересня 1917 року, у якій навчалося 60 учнів, учитель — М. Федаків.
У 1975—1998 роках село належало до Холмського воєводства.

## Населення
Демографічна структура станом на 31 березня 2011 року:
|          | Загалом | Допрацездатний вік | Працездатний вік | Постпрацездатний вік |
| -------- | ------- | ------------------ | ---------------- | -------------------- |
| Чоловіки | 124     | 18                 | 90               | 16                   |
| Жінки    | 126     | 24                 | 61               | 41                   |
| Разом    | 250     | 42                 | 151              | 57                   |